# Grzmiąca (gemeente)
De gemeente Grzmiąca maakt deel uit van powiat Szczecinecki. Aangrenzende gemeenten:
- Barwice en Szczecinek (powiat Szczecinecki)
- Tychowo (powiat Białogardzki)
- Bobolice (powiat Koszaliński)

De zetel van de gemeente is in het dorp Grzmiąca.
De gemeente beslaat 11,6% van de totale oppervlakte van de powiat.

## Demografie
De gemeente heeft 6,5% van het aantal inwoners van de powiat.

## Plaatsen
- Grzmiąca (Duits Gramenz, dorp)

Administratieve plaatsen (sołectwo) van de gemeente Grzmiąca:
- Czechy (Zechendorf), Godzisław (Glasenapp), Iwin (Elfenbusch), Krosino (Groß Krössin), Lubogoszcz (Lübgust), Mieszałki (Grünewald), Nosibądy (Naseband), Przeradz, Przystawy (Ernsthöhe), Radomyśl, Radusz (Burghof), Storkowo (Storkow), Wielanowo (Villnow) en Wielawino (Flackenheide).

Zonder de status sołectwo : Boleszkowice, Gdaniec, Glewo, Kamionka, Owczary, Pustkowie, Radostowo, Równe, Sławno, Sucha, Świętno, Ubocze.